# Dyan Hilton
Dyan Hilton est un égyptologue britannique, titulaire d'un certificat en archéologie égyptienne de l'université de Bristol et travaille au musée des bains romains à Bath.